# (22924) Deshpande
(22924) Deshpande est un astéroïde de la ceinture principale d'astéroïdes.

## Description
(22924) Deshpande est un astéroïde de la ceinture principale d'astéroïdes. Il fut découvert le 2 octobre 1999 à Socorro (Nouveau-Mexique) par le projet LINEAR. Il présente une orbite caractérisée par un demi-grand axe de 2,77 UA, une excentricité de 0,18 et une inclinaison de 9,9° par rapport à l'écliptique.

## Compléments